# Джана
Джа́на (рос. Джана) — населений пункт без офіційного статусу у складі Тугуро-Чуміканського району Хабаровського краю, Росія. Знаходиться у міжселенній території Тугуро-Чуміканського району.

## Населення
Населення — 5 осіб (2010; 4 у 2002).
Національний склад (станом на 2002 рік):
- росіяни — 75 %